# Berson
 Berson  es una población y comuna francesa del departamento de Gironda en la región de Nueva Aquitania.

## Demografía
| 1 528 | 1 449 | 1 467 | 1 531 | 1 490 | 1 518 | 1 792 |
| Para los censos de 1962 a 1999 la población legal corresponde a la población sin duplicidades (Fuente: INSEE [Consultar]) |       |       |       |       |       |       |